# Aubel
Aubel (gewoonlijk de Franse uitspraak: Obèl; Nederlands en oorspronkelijk Aubel, met de klemtoon op de eerste lettergreep, in het Limburgs Aobel, in het Waals Åbe) is een plaats en gemeente in het noorden van de provincie Luik in België. Geografisch maakt Aubel deel uit van het daar gelegen Land van Herve. Historisch en taalgeografisch maakte het als tweetalig Limburgs-Waals dorp deel uit van de zogeheten Platdietse streek.
De gemeente telt ruim 4000 inwoners. Binnen de gemeentegrenzen liggen naast Aubel ook Sint-Jansrade (Saint-Jean-Sart) en Kluis (La Clouse).

## Marktplaats
Aubel is bekend om zijn streekproducten: Hervekaas, stroop, cider en bier. Deze worden verhandeld op de markten op dinsdag- en zondagochtend. In het verleden was de markt van Aubel zeer bekend. Van heinde en verre kwamen de boeren naar Aubel om hun producten te verkopen. Zelfs vanuit de omgeving Sittard (op ongeveer 35 km) bezochten de boeren de markt van Aubel. Vooral de kaas uit Aubel, de Aubeloise, is erg bekend onder de liefhebbers. Het is een kaas die scherp en pittig van smaak is en ook zo ruikt. De kaas is beschermd als Hervekaas (uit het Land van Herve) door middel van de Europese kwalificatie: beschermde oorsprongsbenaming.

## Naam
'Aubel' (1141-78 Albela) is als nederzettingsnaam afgeleid van een prehistorische waternaam: < Albhalā, bij de stam albh- ‘wit’. Anders dan men wellicht zou denken moet de naam dus niet worden opgevat als een verwijzing naar het plaatselijk riviertje de Bel, en vormt de eerste lettergreep ook geen voorzetsel au daarbij.

## Geschiedenis
Oorspronkelijk maakte Aubel deel uit van het graafschap Dalhem en sinds 1244 onrechtstreeks van het hertogdom Brabant. Tot de opheffing van het graafschap Dalhem was Aubel de hoofdplaats van een van de Dalhemse schepenbanken. Het graafschap Dalhem was een van de Landen van Overmaas. Op 26 december 1661 ging Aubel ten gevolge van het Partagetraktaat (delingsverdrag) tussen de Republiek en Spanje deel uitmaken van het Spaanse deel van het graafschap Dalhem (Spaans Partage).
Net als de rest van het graafschap, in zoverre het gelegen was in de Oostenrijkse Nederlanden, werd Aubel in 1795 bij de annexatie van de Zuidelijke Nederlanden door de Franse Republiek in 1797 opgenomen in het nieuw gevormde departement Ourthe, hetgeen later werd omgevormd tot de Nederlandse provincie Luik.
In het centrum van Aubel staan nog vele authentieke panden en het kerkhof herbergt een groot aantal grafstenen uit de 16e eeuw. Daarnaast herbergt Aubel de Abdij van Val-Dieu, gelegen in het dal van de Berwijn, waarvan de oudste gedeeltes dateren van 1216. Het is de enige abdij van België die de Franse Revolutie doorstaan heeft. Vermeldenswaard zijn de Romeinse grondvesten van het complex, de diverse bouwwerken uit de 17e en 18e eeuw en de abdijtuin in Engelse landschapsparkstijl.

## Situatie in 1830
Bij de onafhankelijkheid van België inventariseerde geograaf Philippe Vandermaelen in dit stadje een grote verscheidenheid aan gebouwen met inbegrip van een boekenwinkel en een gevangenis en een belangrijke proto-industrie. Er waren 3156 inwoners, die 'Vlaams' (sic), Waals en Frans spraken. Het inventaris omvat verder details over de natuurlijke omgeving, bodems, landbouwproductie en veestapel. Ook het wegennetwerk van toen is beschreven.

## Taal
Het overgrote deel van de bevolking van Aubel is Franstalig. Voor de Franse tijd hoorde Aubel bij het graafschap Dalhem en sprak men er Platdiets; een Limburgs dialect. Tot in het begin van de twintigste eeuw werd dit Platdiets in Aubel nog steeds door een deel van de bevolking gesproken, naast het Frans. Aubel kon toen nog tot de Platdietse streek worden gerekend.
Bij de eerste talentelling in 1846, zestien jaar na het ontstaan van België, sprak 57 % van de Aubelse bevolking Nederlands en 43 % Frans. In 1930 was dit al volledig omgeslagen in 91 % Frans en 9 % Nederlands. De gemeente kwam daarom bij de vastlegging van de taalgrens in 1962 in het Franse taalgebied terecht. Deze talentellingen, die aan die vastlegging voorafgingen, zijn sterk betwist.
Sinds de vastlegging van de taalgrens in 1962 en door de ondersteuning van het Frans door het onderwijs en het gebruik door de plaatselijke overheid en kerk nam de positie van het Frans toe. In de huidige tijd hebben de mensen er alleen Waals of Frans als moedertaal, er is geen (Limburgs/Waalse) tweetaligheid meer in Aubel.

## Dorpen en gehuchten
- Dorpen: Aubel, Sint-Jansrade (Saint-Jean-Sart)
- Gehuchten: Gorhez, Oudemoeder, Messitert, Donsart, Kluis (La Clouse), Birven, Neer-Aubel, Hagelstein, Raer

## Bezienswaardigheden
- Sint-Hubertuskerk (Aubel)
- Sint-Jan-de-Doperkerk (Sint-Jansrade)
- Sint-Antonius Kluizenaarkerk in Kluis (La Clouse)
- Basiliek en Abdij van Val-Dieu

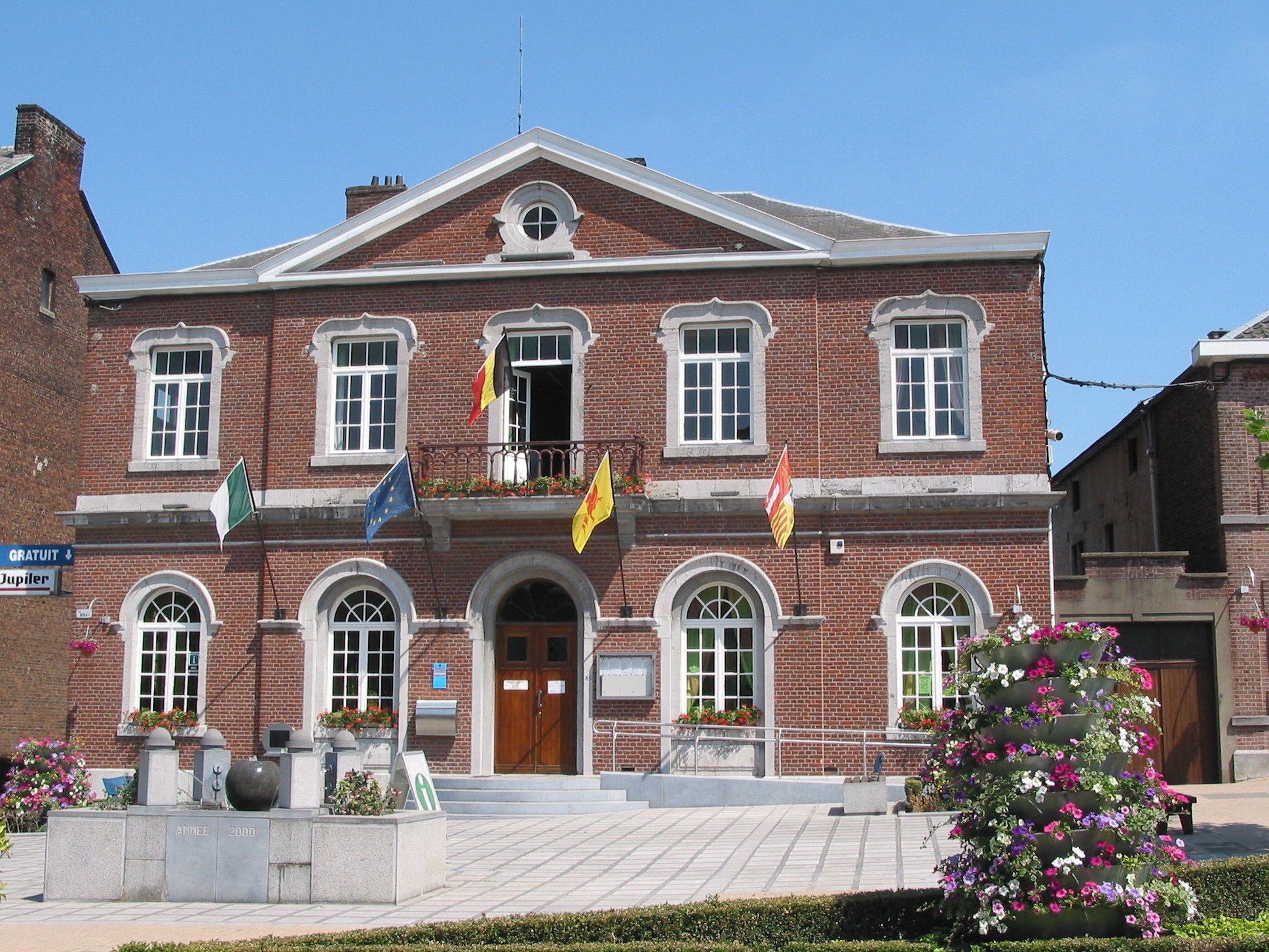
Gemeentehuis
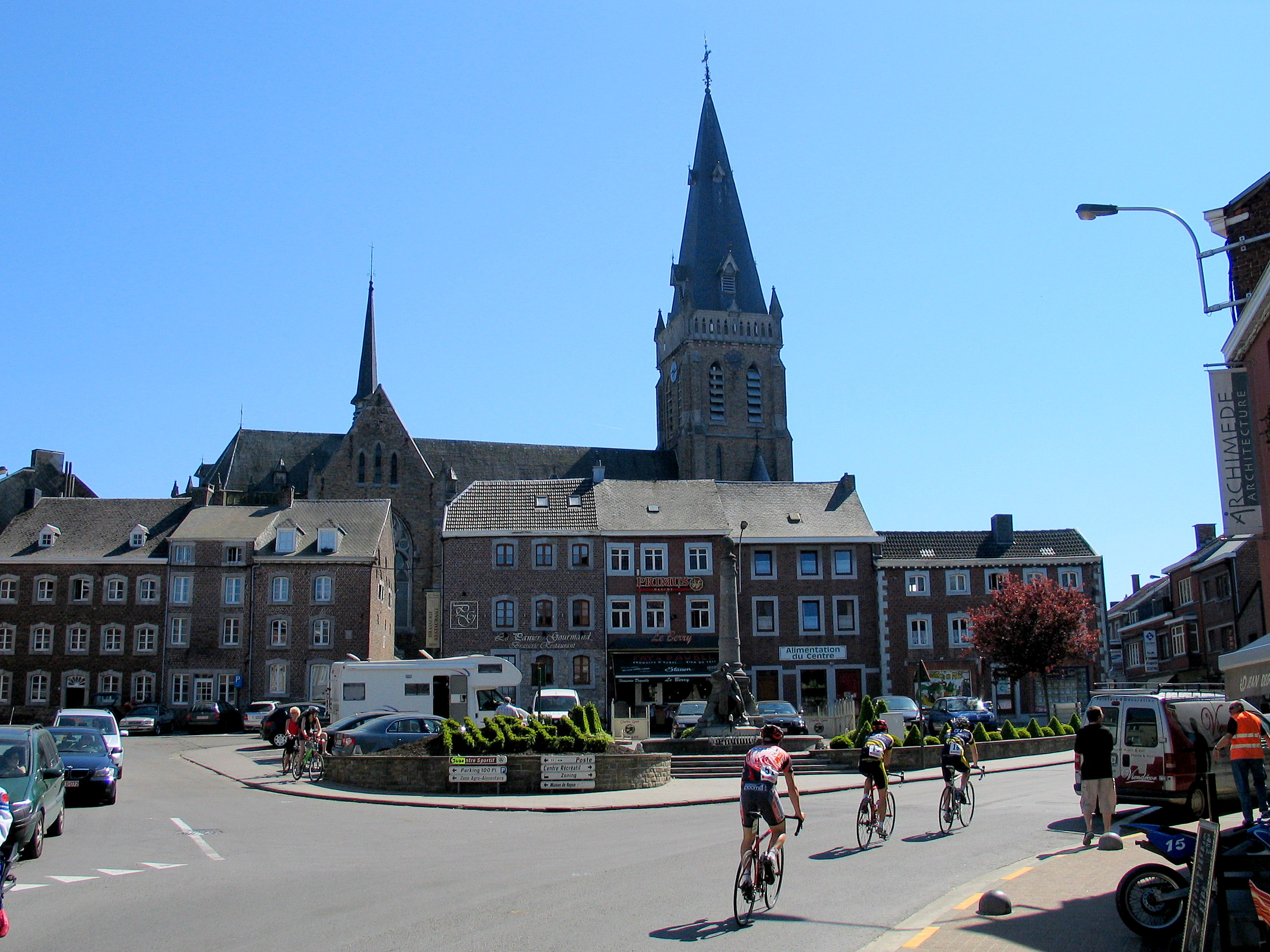
Sint-Hubertuskerk in het centrum van Aubel
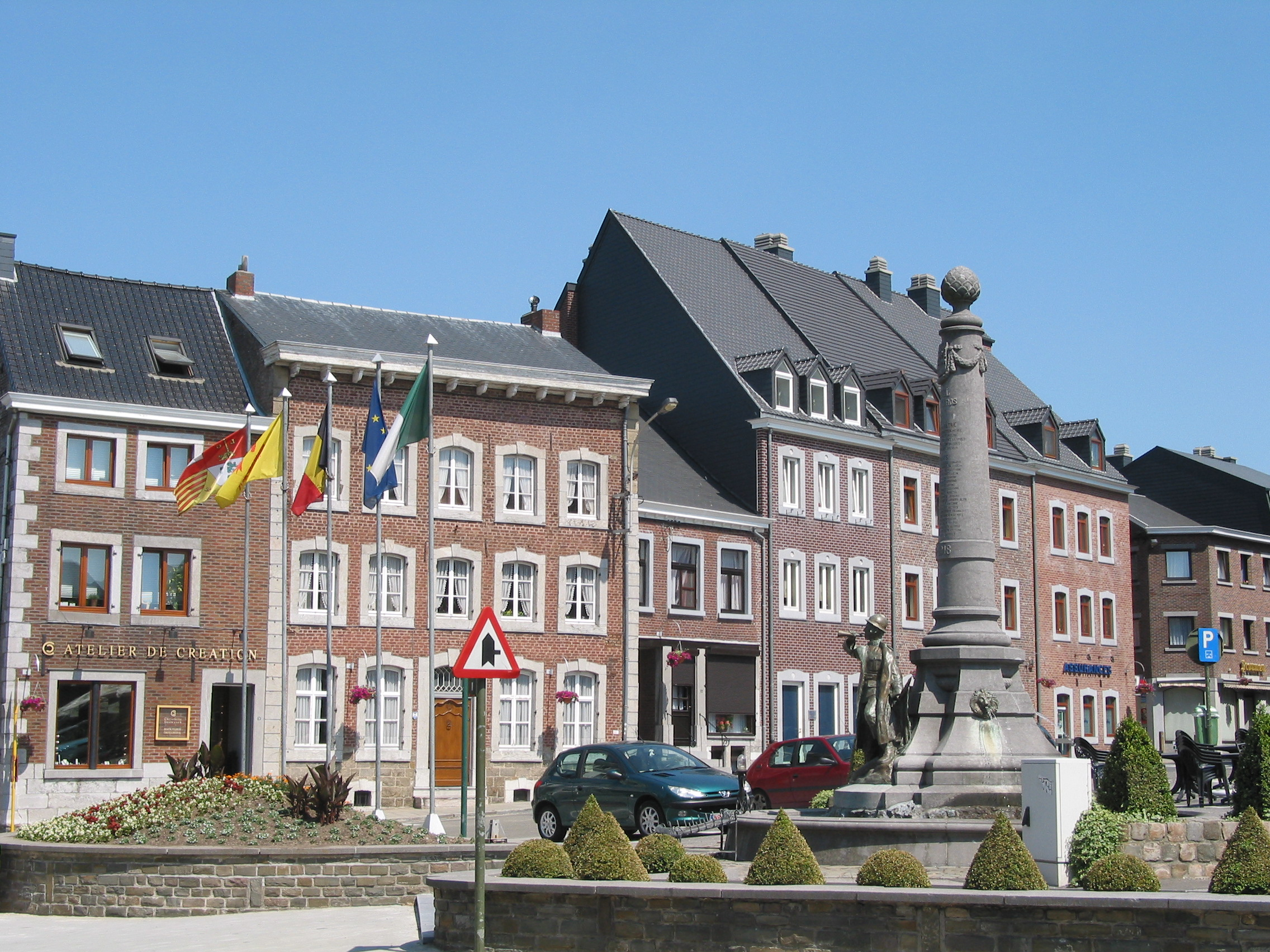
Monument voor de slachtoffers van de wereldoorlogen
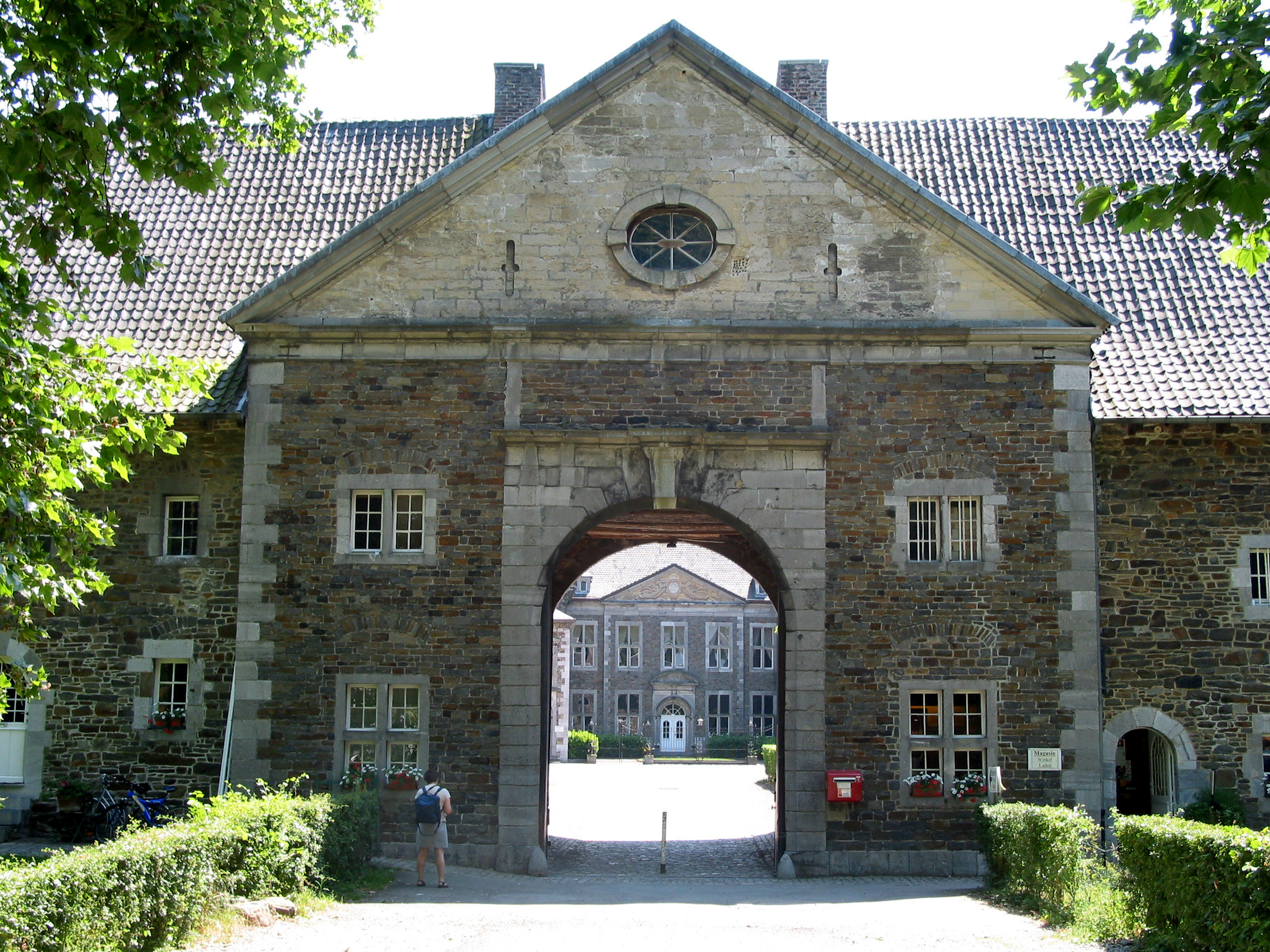
Abdij van Val-Dieu
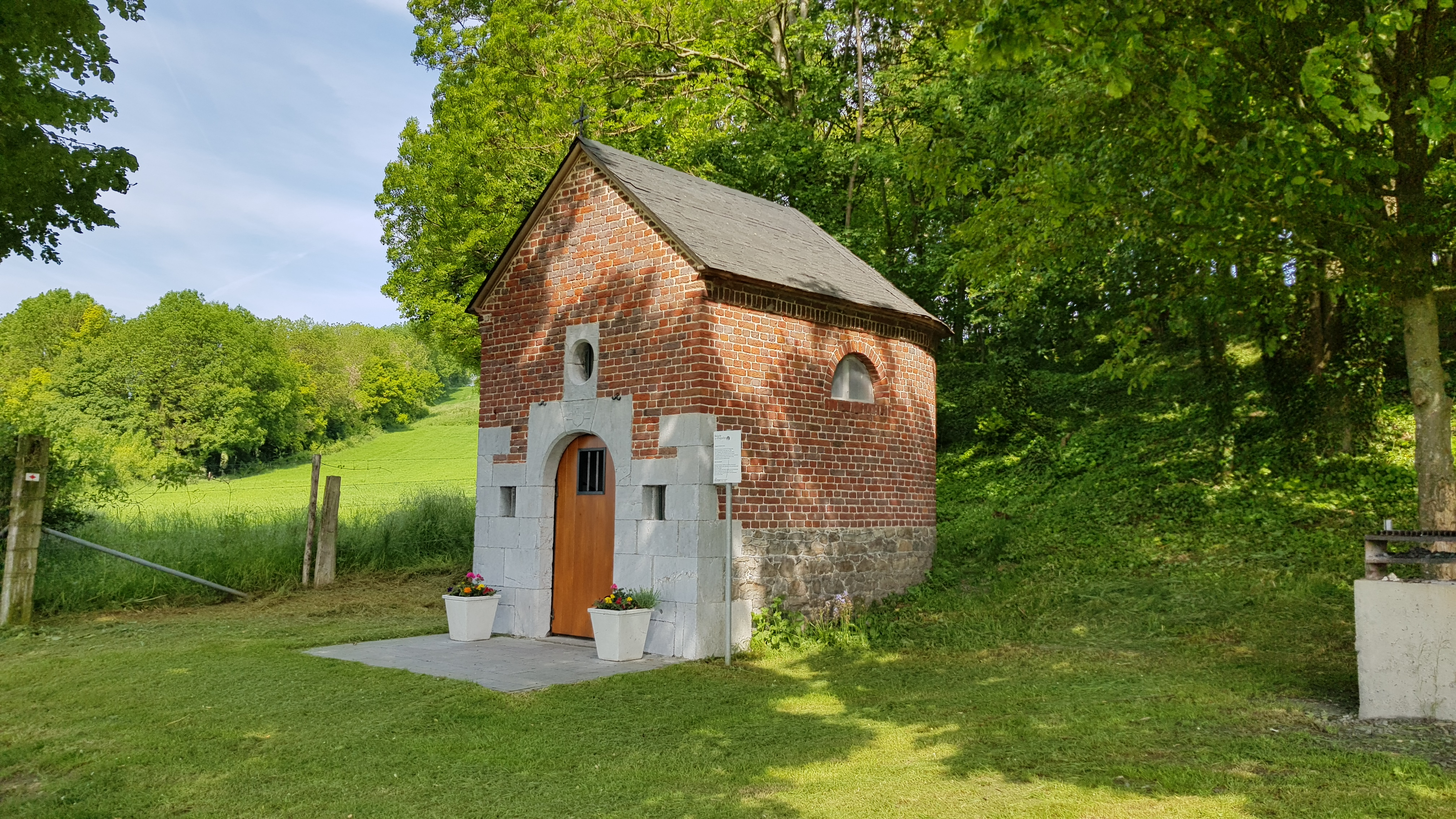
Sint-Annakapel
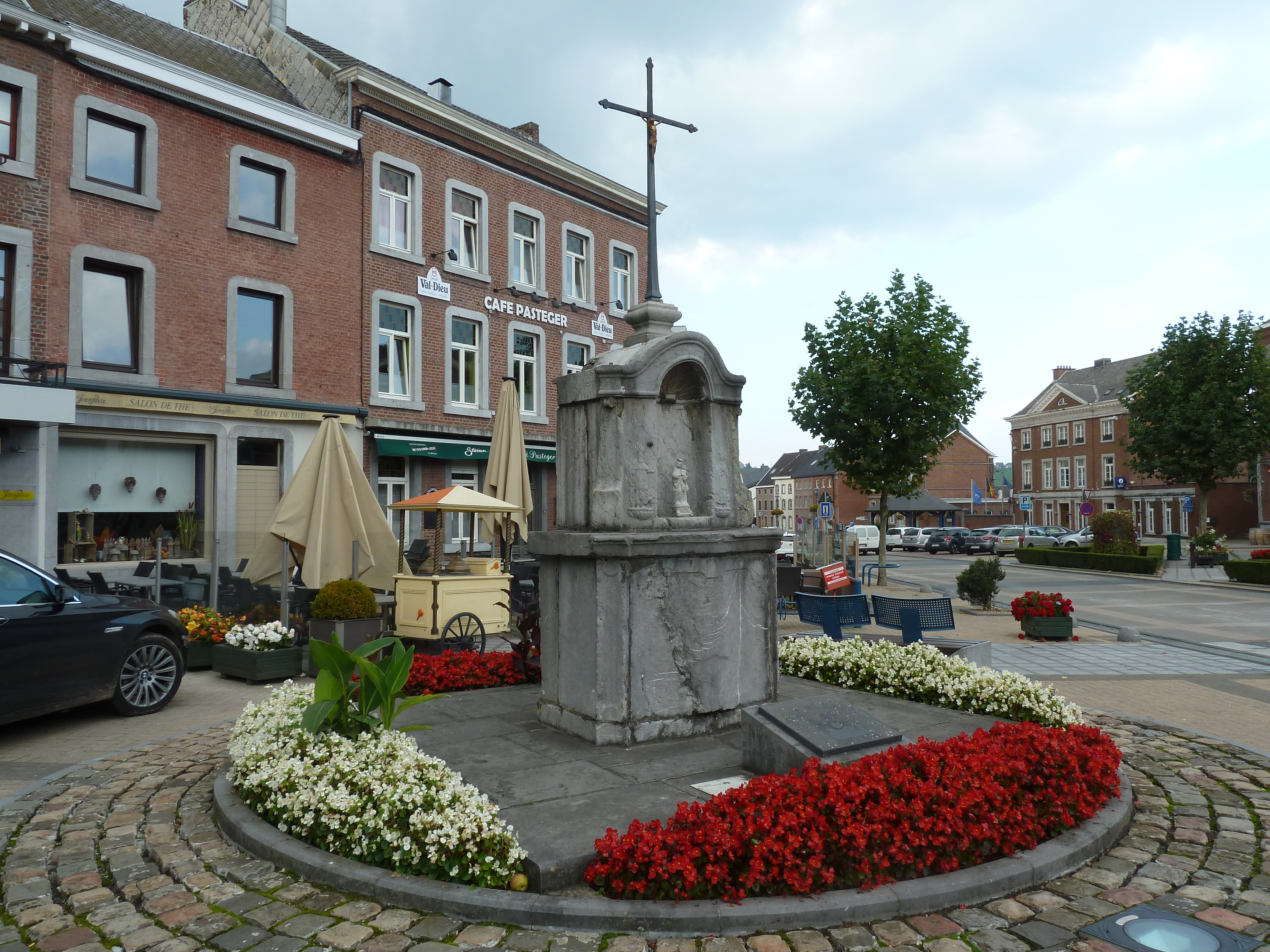
Wegkapel in het centrum
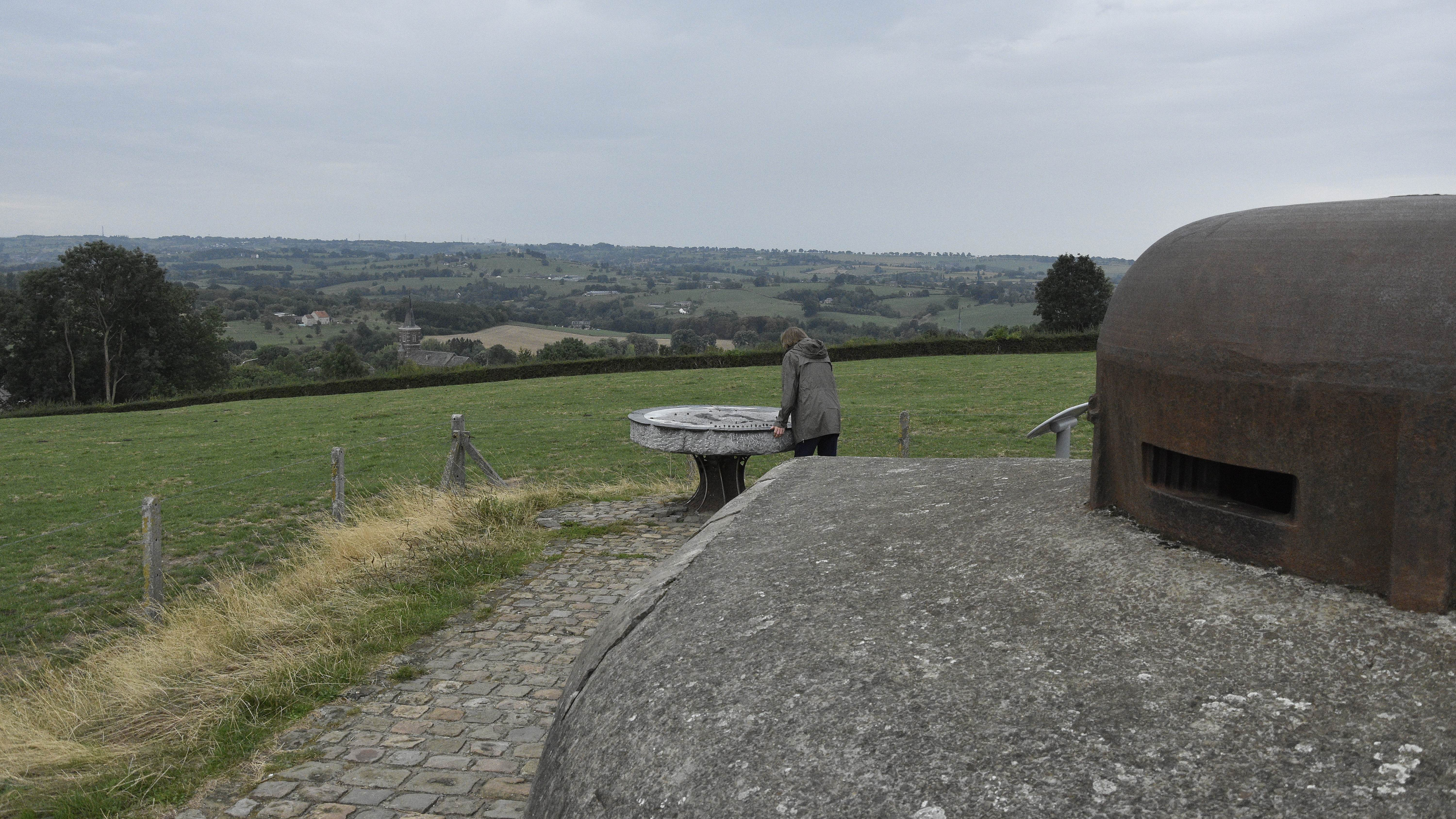
Observatiebunker met uitzichtpunt in Sint-Jansrade

- Sint-Luciakapel
- Sint-Apolloniakapel

- Kasteel van Gorhez
- De Amerikaanse militaire begraafplaats Henri-Chapelle ligt voor een klein deel in de gemeente Aubel
- Enkele vooruitgeschoven observatiebunkers van het nabijgelegen Fort Aubin-Neufchâteau
- Een groot aantal historische boerderijen

## Natuur en landschap
Het dorp Aubel ligt ingeklemd tussen de vallei van de Bel in het noorden, en die van de Berwijn in het zuiden. Bij de Abdij van Val-Dieu komen deze riviertjes bij elkaar. De bron van de Bel ligt iets ten noorden van de kom van Aubel, die op een hoogte van ongeveer 200 meter is gelegen. De gemeente maakt deel uit van het Land van Herve en de omgeving wordt gekenmerkt door landbouw. De noordelijke grens van de gemeente wordt gevormd door een heuvelrug die de waterscheiding vormt tussen Bel en Berwijn enerzijds en de Voer en Gulp anderzijds. De zuidelijke grens van de gemeente valt grotendeels samen met de Berwijn.

## Nabijgelegen kernen
Sint-Jansrade, Hagelstein, Froidthier, Hendrik-Kapelle, Hombourg

## Verkeer en vervoer
In Aubel komen verschillende gewestwegen uit:
- De N642 loopt tussen Luik en de N608 ten noordoosten van Aubel.
- De N648 loopt tussen De Plank en knooppunt Battice.
- De N649 loopt tussen de Abdij van Val-Dieu en Aubel.

De N608 en N612 lopen op de heuvelrug die de gemeente in het noorden begrensd.
Spoorlijn 38 werd opgebroken in 1992 en omgevormd tot RAVeL-fietspad.

## Politiek

### Resultaten gemeenteraadsverkiezingen sinds 1976
| Partij                                                                             | 10-10-1976 | 10-10-1976 | 10-10-1982 | 10-10-1982 | 9-10-1988 | 9-10-1988 | 9-10-1994 | 9-10-1994 | 8-10-2000 | 8-10-2000 | 8-10-2006 | 8-10-2006 | 14-10-2012 | 14-10-2012 | 14-10-2018 | 14-10-2018 | 13-10-2024 | 13-10-2024 |
| Stemmen / Zetels                                                                   | %          | 13         | %          | 13         | %         | 13        | %         | 13        | %         | 13        | %         | 15        | %          | 15         | %          | 15         | %          | 15         |
| ---------------------------------------------------------------------------------- | ---------- | ---------- | ---------- | ---------- | --------- | --------- | --------- | --------- | --------- | --------- | --------- | --------- | ---------- | ---------- | ---------- | ---------- | ---------- | ---------- |
| ALLCOM1 / OPA2 / Aubel Demain3                                                     | -          |            | 42,541     | 5          | 30,972    | 4         | 56,293    | 8         | 66,043    | 10        | 71,743    | 11        | 73,53      | 12         | 62,293     | 10         | 56,653     | 9          |
| Baltus1 / INTCOM2/ IC3 / O.S.E.R.4 / Aubel Plus5 / Aubel Pluriel6 / Aubel Citoyen7 | 63,041     | 11         | 57,462     | 8          | 45,622    | 7         | 43,713    | 5         | 24,524    | 3         | 28,265    | 4         | 26,56      | 3          | 37,717     | 5          | 43,357     | 6          |
| ECOLO                                                                              | -          |            | -          |            | -         |           | -         |           | 9,43      | 0         | -         |           | -          |            | -          |            | -          |            |
| AC                                                                                 | -          |            | -          |            | 21,25     | 2         | -         |           | -         |           | -         |           | -          |            | -          |            | -          |            |
| Liste 15                                                                           | -          |            | -          |            | 2,16      | 0         | -         |           | -         |           | -         |           | -          |            | -          |            | -          |            |
| Ruwet                                                                              | 15,5       | 1          | -          |            | -         |           | -         |           | -         |           | -         |           | -          |            | -          |            | -          |            |
| Otten                                                                              | 13,53      | 1          | -          |            | -         |           | -         |           | -         |           | -         |           | -          |            | -          |            | -          |            |
| Nizet                                                                              | 7,92       | 0          | -          |            | -         |           | -         |           | -         |           | -         |           | -          |            | -          |            | -          |            |
| Totaal stemmen                                                                     | 2087       | 2087       | 2263       | 2263       | 2418      | 2418      | 2611      | 2611      | 2637      | 2637      | 2873      | 2873      | 2855       | 2855       | 2993       | 2993       | 2992       | 2992       |
| Opkomst %                                                                          |            |            |            |            | 96,18     | 96,18     | 96,03     | 96,03     | 94,48     | 94,48     | 94,07     | 94,07     | 90,78      | 90,78      | 91,47      | 91,47      | 90,61      | 90,61      |
| Blanco en ongeldig %                                                               | 2,64       | 2,64       | 4,64       | 4,64       | 4,26      | 4,26      | 4,4       | 4,4       | 4,74      | 4,74      | 3,69      | 3,69      | 4,83       | 4,83       | 5,01       | 5,01       | 3,78       | 3,78       |

## Demografische ontwikkeling
- Bron:NIS - Opm:1831 t/m 1970=volkstellingen; vanaf 1980= inwonertal per 1 januari

| Inwoners van jaar tot jaar op 1 januari 1992 tot heden | Inwoners van jaar tot jaar op 1 januari 1992 tot heden | Inwoners van jaar tot jaar op 1 januari 1992 tot heden |
| jaar                                                   | Aantal                                                 | Evolutie: 1992=index 100                               |
| ------------------------------------------------------ | ------------------------------------------------------ | ------------------------------------------------------ |
| 1992                                                   | 3.654                                                  | 100,0                                                  |
| 1993                                                   | 3.686                                                  | 100,9                                                  |
| 1994                                                   | 3.746                                                  | 102,5                                                  |
| 1995                                                   | 3.762                                                  | 103,0                                                  |
| 1996                                                   | 3.761                                                  | 102,9                                                  |
| 1997                                                   | 3.791                                                  | 103,7                                                  |
| 1998                                                   | 3.828                                                  | 104,8                                                  |
| 1999                                                   | 3.847                                                  | 105,3                                                  |
| 2000                                                   | 3.851                                                  | 105,4                                                  |
| 2001                                                   | 3.861                                                  | 105,7                                                  |
| 2002                                                   | 3.931                                                  | 107,6                                                  |
| 2003                                                   | 3.994                                                  | 109,3                                                  |
| 2004                                                   | 4.060                                                  | 111,1                                                  |
| 2005                                                   | 4.056                                                  | 111,0                                                  |
| 2006                                                   | 4.082                                                  | 111,7                                                  |
| 2007                                                   | 4.166                                                  | 114,0                                                  |
| 2008                                                   | 4.148                                                  | 113,5                                                  |
| 2009                                                   | 4.132                                                  | 113,1                                                  |
| 2010                                                   | 4.178                                                  | 114,3                                                  |
| 2011                                                   | 4.167                                                  | 114,0                                                  |
| 2012                                                   | 4.138                                                  | 113,2                                                  |
| 2013                                                   | 4.175                                                  | 114,3                                                  |
| 2014                                                   | 4.178                                                  | 114,3                                                  |
| 2015                                                   | 4.216                                                  | 115,4                                                  |
| 2016                                                   | 4.229                                                  | 115,7                                                  |
| 2017                                                   | 4.243                                                  | 116,1                                                  |
| 2018                                                   | 4.221                                                  | 115,5                                                  |
| 2019                                                   | 4.288                                                  | 117,4                                                  |
| 2020                                                   | 4.246                                                  | 116,2                                                  |
| 2021                                                   | 4.276                                                  | 117,0                                                  |
| 2022                                                   | 4.237                                                  | 116,0                                                  |
| 2023                                                   | 4.200                                                  | 114,9                                                  |
| 2024                                                   | 4.252                                                  | 116,4                                                  |
| 2025                                                   | 4.288                                                  | 117,4                                                  |